# Милан Вучићевић
Милан Вучићевић (Крушевац, 26. април 1957) је српски песник.

## Биографија
Милан Вучићевић рођен је у Крушевцу 26. априла 1957. године. Објављује песме и кратку прозу. Син је Милојка Малише Вучићевића, крушевачког књижевника и културног радника.
Завршио је основну и средњу школу у Крушевцу. Дипломирао је на Машинском факултету у Београду 1980. године.
Професор је машинства у Првој техничкој школи у Крушевцу и члан је редакције часописа за књижевност, уметност и културу Багдала.
Члан је Удружења књижевника Србије.

## Књиге
- Торзо појесења (Ваљево, Књижевна омладина Ваљева, 1995)
- Свебдења (Крушевац, Багдала, 1997)
- Допламсавања (Краљево, Повеља, 2000)
- Папирићи, плавет (Београд, Народна књига, 2005)
- Одблесци (Краљево, Повеља, 2008)
- Песме, нити (Крушевац, Багдала, 2011)
- Одломци о позном (Краљево, Повеља, 2016)
- Одах и шум (Крушевац, Багдала, 2019)

Објављује поезију и кратку прозу у часописима: Летопис Матице српске, Књижевни магазин, Српски књижевни лист, Повеља, Београдски књижевни часопис, Књижевна реч, Квартал, Кораци, Књижевне новине, Улазница и Багдала.
О поезији Милана Вучићевића писали су књижевници: Драгиња Урошевић, Славко Гордић, Васа Павковић, Радивој Шајтинац, Милош Петровић, Живорад Недељковић, Љубиша Ђидић и Владица Радојевић.

## Награде
Добитник је награде „Златна струна” Смедеревске песничке јесени 1994, прве награде за поезију часописа Улазница 1995. године и награде за Најбољу књигу поезије на Сајму књига и издаваштва Расинског округа 2017. године.
Живи и ради у Крушевцу.